# الدولة الصفوية
الدَّولَةُ الصَّفَويَّة أو الإِمبرَاطُورِيَّةُ الصَّفَويَّة (بالفارسية: ایران صفوی، وبالأذرية القديمة: صفوی دؤولتی، وبالأذرية الحديثة: Səfəvilər Dövləti) هي دولة إسلاميَّة شيعيَّة اثنا عشريَّة ومن ممالك البارود أسسَّها الشاه «إسماعيل الأول» واستمرَّت قائمةً قُرابة مائتين وخمسين سنة (907 - 1148هـ \ 1501م - 1736م). بلغت الدَّولة أقصى اتساعها في عهد الشاه «عباس الأكبر» إذ امتدَّت حُدُودُها من روسيا شمالًا إلى الديار الهنديِّة جنوبࣰا ومن بلاد الأوزبك شرقًا إلى الديار الشاميَّة غربًا. وقد قُدِّر للدولة الصفويَّة أن تتصدَّر القوى العُظمى في زمانها وأن تكون معقلࣰا للعلم والأدب والفُنُون. يُعدُّ تاريخ قيامها مرحلةࣰ مُهمَّةࣰ في تاريخ الإسلام والمشرق؛ إذ ترك الصفويون إرثࣰا عميقࣰا وميراثࣰا عظيمࣰا لا يزال حاضرࣰا حتى العصر الحالي.
كانت السلالة الصفوية من أعظم الإمبراطوريات التي تولت الحكم في إيران منذ عام 1501م وحتى عام 1736م وذلك عقب الفَتْحِ الإسْلَامِيِّ لِفَارِسَ الذي استمر لمدة سبع قرون. وهي في الغالب تعتبر بداية التاريخ الإيراني الحديث، فضلاً عن كونها واحدة من إمبراطوريات البارود. أسس الشياه الصفويون (جمع كلمة شاه بمعنى ملك) المدرسة الإثني عشرية المسلمة الشيعية باعتبارها الديانة الرسمية للإمبراطورية مما يجعلها من أهم نقاط التحول في التاريخ الإسلامي. يرجع أصل السلالة الصفوية إلى أمر الناس بالتصوّف، والتي بدأت من مدينة أردبيل في منطقة أذربيجان. فقد كانت سلالة إيرانية من أصل أذري ولكن أثناء فترة الحكم تزاوج العديد منهم من التركمان وجورجيا والشركس واليونان. بدأ الصفويون انطلاقًا من قاعدتهم في أدربيل، فرض سيطرتهم على أجزاء من إيران الكبرى وأكدوا مجددًا على الهوية الإيرانية للمنطقة، ومن هذا المنطلق أصبحوا أول سلالة نقية حاكمة منذ عهد الإمبراطورية الساسانية مما ترتب عليه إنشاء دولة قومية تعرف باسم إيران. تولى الصفويون الحكم منذ عام 1501م وحتى عام 1722م (شهدت إصلاحًا سريعًا منذ 1729م عام وحتى 1736م)، وعندما بلغت أوج ازدهارها تولت حكم كل ما يعرف الآن باسم إيران وأذربيجان والبحرين وأرمينيا وشرق جورجيا وأجزاء من المناطق الشمالية من القوقاز والعراق والكويت وأفغانستان فضلاً عن تركيا وسوريا وباكستان وتركمانستان وأوزبكستان. بالرغم من زوال المملكة عام 1736م، فقد كان الميراث الذي خلفوه وراءهم بمثابة نهضة لإيران كمعقل اقتصادي بين الشرق والغرب، واعتمدت إقامة دولة فاعلة وبيروقراطية على «الضوابط والموازين»، وابتكاراتهم المعمارية واهتماماتهم بالفنون الجميلة. وقد ترك الصفويون أثرهم أيضًا حتى عصرنا الحالي، وذلك من خلال فرض المذهب الإثني عشري في إيران كما هو الحال في معظم مناطق القوقاز والأناضول وما بين النهرين.

## خلفية النظام الصفوي الفارسي
يبدأ التاريخ الصفوي بتأسيس الطريقة الفارسية الصفوية، على يد مؤسسها الذي سُميت على اسمه صفي الدين الأردبيلي (1252–1334). في 700/1301 تولى صفي الدين قيادة الزاهدية -وقد كان هذا نظامًا صوفيًّا كبيرًا في جيلان- من مولاه الديني وحماه زاهد الجيلاني. كان صفي الدين يمتاز بكاريزما دينية عظيمة، فأُطلق على النظام بعد ذلك اسم الطريقة الصفوية. سرعان ما لعب النظام الصفوي دورًا كبيرًا في مدينة أردبيل، وقد أشار حمَد الله المصطفِي إلى أن أغلب الناس في المدينة كانوا موالين لصفي الدين.
حُفظ حتى يومنا هذا شعر ديني كتبه صفي الدين باللغة الآذرية القديمة (وهي لغة إيرانية شمالية غربية صارت اليوم بائدة)، إلى جانب ترجمة إلى اللغة الفارسية تساعدنا على فهمه، وقد صار لكليهما أهمية لغوية كبيرة.
بعد أن رحل صفي الدين، انتقلت قيادة الطريقة الصفوية إلى صدر الدين موسى († 794/1391–92). كان النظام في ذلك الحين قد تحول إلى حركة دينية تبُث بروباغندا دينية في جميع أنحاء إيران وسوريا وآسيا الصغرى، والأرجح أنها كانت في ذلك الحين ما زالت على أصولها السنية الشافعية. ثم انتقلت قيادة النظام من صدر الدين موسى إلى ابنه خواجة علي († 1429)، الذي انتقلت منه القيادة أيضًا إلى ابنه إبراهيم († 1429–47).
عندما تولى الشيخ جنيد (ابن إبراهيم بن صدر الدين موسى) قيادة الطريقة الصفوية في عام 1447، تغير المسار التاريخي للحركة الصفوية تغيرا راديكاليًّا. وقد قال آر. إم. سيفوري: «لم يكن الشيخ جنيد راضيًا عن السلطان الديني، ولذا سعى إلى سلطان مادي». في ذلك الوقت كانت أقوى أسرة في إيران هي أسرة قراقويونلو (وتعني: الخرفان السوداء)، التي كان قائدها جهان شاه قد أمر جنيد بالرحيل عن أردبيل، وإلا جلب على المدينة الدمار والخراب. فلجأ جنيد إلى الأسرة المنافسة لأسرة قراقويونلو التابعة لجهان شاه، آق قويونلو (الخرفان البيضاء التركمان) التابعة للخان أوزون حسن، وعزز علاقته بها بأن تزوج أخت أوزون حسن، خديجة بيغوم. قُتل جنيد في أثناء اقتحام لأراضي شروانشاه، وخلفه في منصبه ابنه حيدر الصفوي.
تزوج حيدر مارثا العمشا بيغوم، بنت أوزون حسن، التي ولدت إسماعيل الأول، مؤسس الأسرة الصفوي. كانت أم مارثا، ثيودورا التي تُعرف أكثر باسم دسبينا خاتون، أميرة يونانية بونتيكية، وكانت بنت الكومنينيون الأعظم يوحنا الرابع ملك طرابزون، وقد تزوجت بأوزون حسن في مقابل حماية الكومنينيون الأعظم من العثمانيين.
بعد أن مات أوزون حسن، شعر ابنه يعقوب بالتهديد، بسبب ازدياد النفوذ الديني الصفوي. تحالف يعقوب مع شروانشاه، ثم قتل حيدر في عام 1488. بحلول ذلك الوقت كان أغلب أتباع الطريقة الصفوية من الأوغوز الذين يتحدثون بالتركية، وقد كانوا قبائل من آسيا الصغرى وأذربيجان، وكانوا معروفين باسم قزلباش، وتعني ذوي الرؤوس الحمراء، لأنهم كانوا يلبسون عمائم حمراء مميزة. كان القزلباش محاربين، وموالين دينيًّا لحيدر، ومصدرًا لقوة الصفويين عسكريًّا وسياسيًّا.
بعد أن مات حيدر، اتحد أتباع الطريقة الصفوية حول ابنه علي مرزا الصفوي، الذي طارده يعقوب أيضًا حتى نجح في قتله. وفق السجل الصفوي الرسمي، كان علي قبل رحيله قد عيّن أخاه الصغير إسماعيل قائدًا دينيًّا للطريقة الصفوية.

## تاريخها

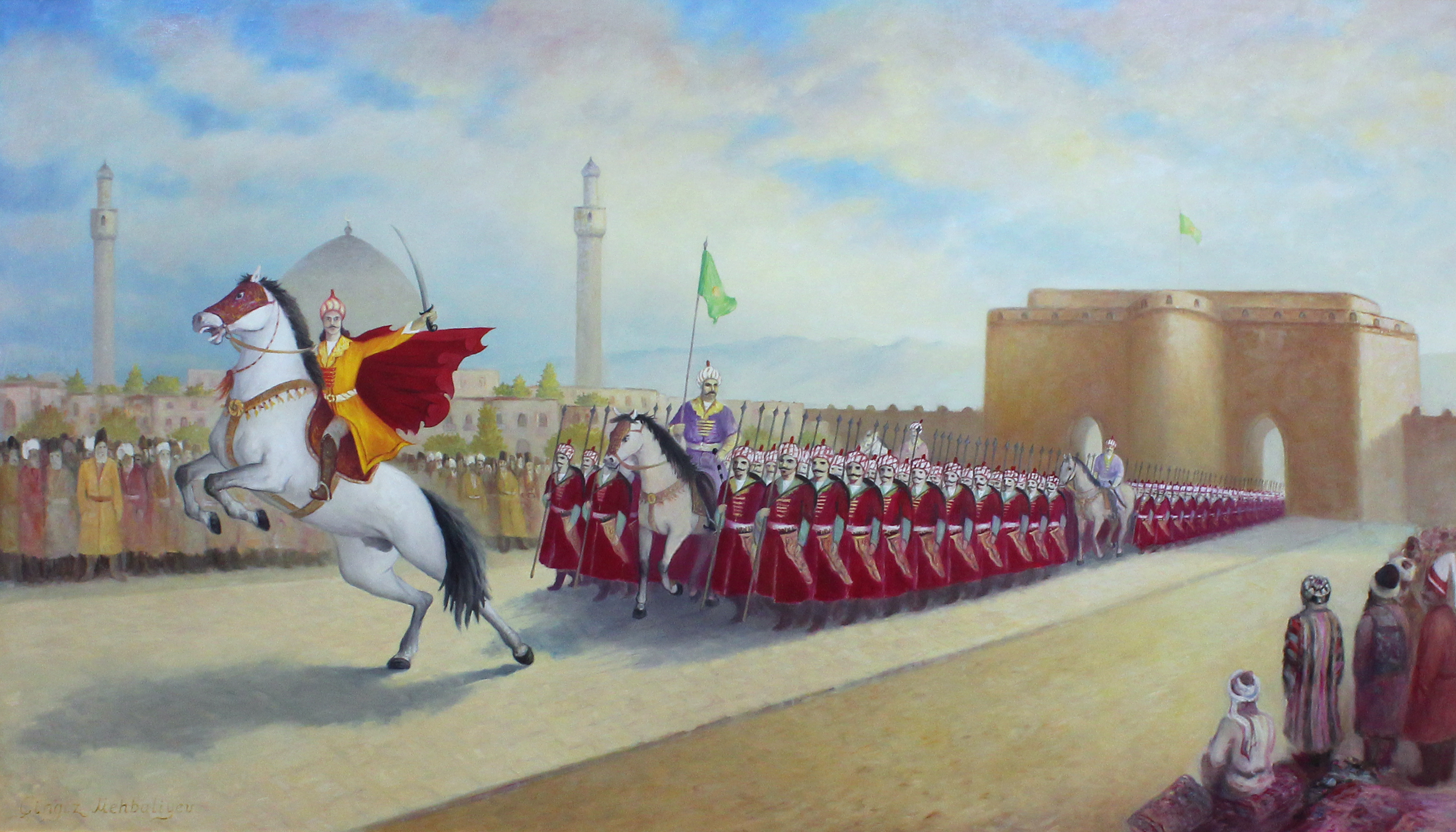
يعلن إسماعيل نفسه "شاه" بدخوله تبريز وقواته أمام أرج التبريز ، الرسام جنكيز محبالييف في مجموعة خاصة.

### قيام الأسرة على يد الشاه إسماعيل الأول الذي حكم بين 1501–1524.

#### إيران قبل حكم إسماعيل
بعد أن إضمحلت الإمبراطورية التيمورية (1370–1506)، صارت إيران منقسمة سياسيًّا، وهذا أتاح قيام عدد من الحركات الدينية. أدى زوال سلطة تيمورلنك السياسية إلى خلق مساحة تستطيع فيها جماعات دينية عديدة –ولا سيما الشيعة– أن تنمو وتزداد نفوذًا. وقد كان من تلك الجماعات: عدد من الأخويات الصوفية، والحروفية، والنقطوية، والدولة المشعشعية العربية. ومن بين كل تلك الحركات المختلفة، كان القزلباش الصفويون هم الأكثرين مرونة سياسية، وبسبب نجاحهم ازداد النفوذ السياسي لشاه إسماعيل الأول في عام 1501. كان هناك عديد من الولايات المحلية قبل أن يؤسس إسماعيل الدولة الإيرانية. أهم الحكام المحليين في نحو عام 1500 كانوا:
- السلطان قابوس حسين بأيْقرا، الحاكم التيموري لمدينة هراة،
- علوان مرزا، خانآ ق قويونلو لمدينة تبريز،
- مراد بك، حاكم آق قويونلو في مدينة عراق العجم،
- فروخ ياسر، شاه شروان،
- بادي الزمان مرزا، الحاكم المحلي لمدينة بلخ،
- حسين قيا خلوي، الحاكم المحلي لمدينة سمنان،
- مراد بك بندر، الحاكم المحلي لمدينة يزد،
- السلطان محمد بن نظام الدين يحيى، حاكم مدينة سيستان،
- عديد من حكام مدينتَي جيلان ومازندران، مثل: بيسوتون الثاني، وأشرف بن تاج الدولة، وميرزا علي، وقيا حسين الثاني.

وقد كان الشاه إسماعيل قادرًا على أن يوحد كل الأراضي تحت قبة الإمبراطورية الصفوية التي أقامها.

## الدين

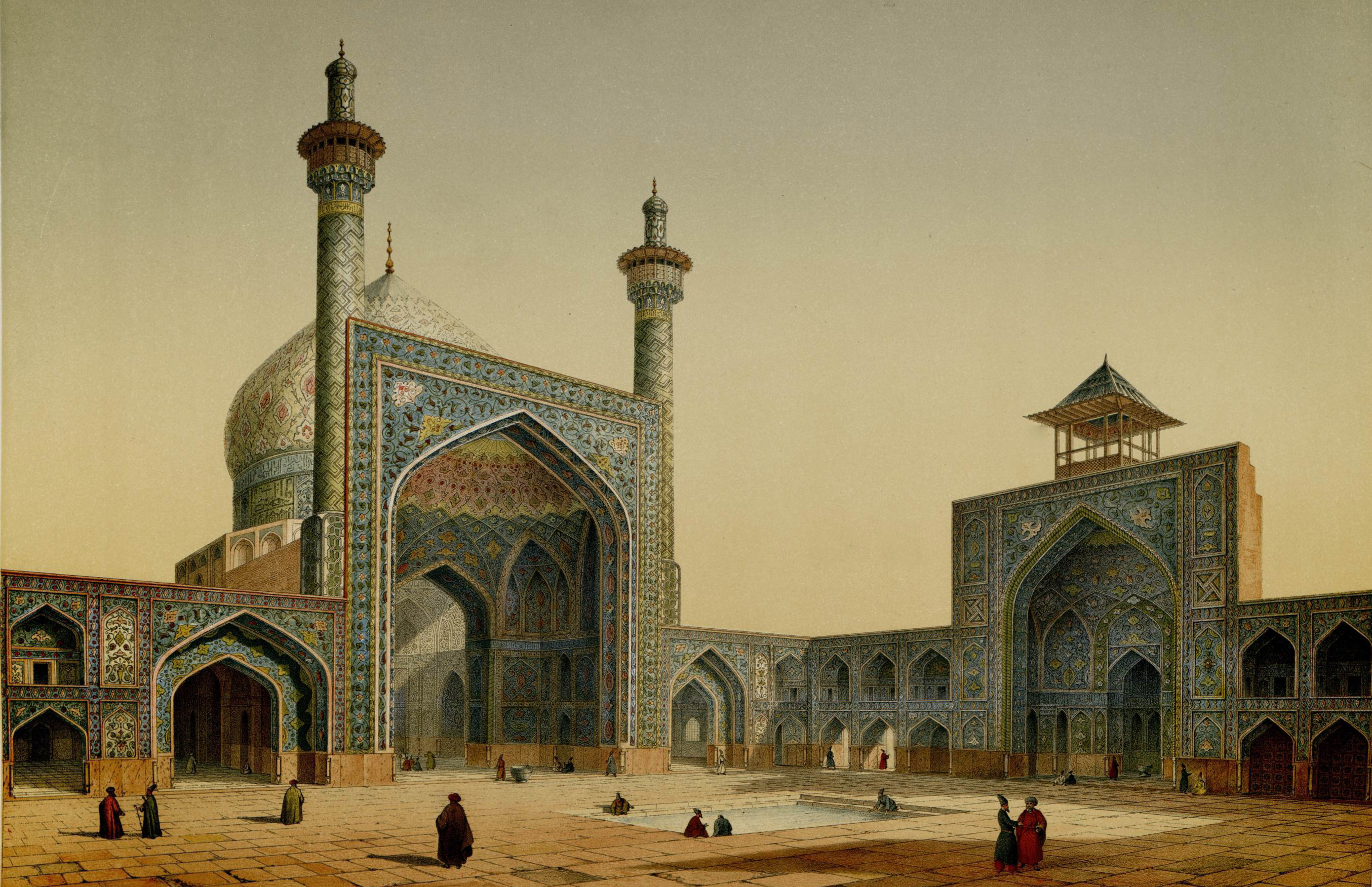
ازدهرت العمارة الفارسية مرة أخرى في العصر الصفوي وشهدت العديد من المعالم الجديدة مثل مسجد شاه.في أصفهان.

على الرغم من أن الصفويين لم يكونوا أول الحكام الشيعة في إيران، إلا أنهم لعبوا دورًا حاسمًا في جعل الإسلام الشيعي الدين الرسمي في جميع أنحاء إيران، وكذلك ما يعرف اليوم بجمهورية أذربيجان. كانت هناك مجتمعات شيعية كبيرة في بعض المدن في بدايات القرن الثامن. في القرنين العاشر والحادي عشر، حكمت الدولة البويهية، من الطائفة الزيدية (المذهب الشيعي)، في فارس وأصفهان وبغداد. نتيجة للغزو المغولي، أُعيد تأسيس السلالات الشيعية في إيران، وكان السربداريون في خراسان هم الأكثر أهمية.
بعد احتلاله إيران وأذربيجان، جعل إسماعيل الأول التحول إلى الشيعية إلزاميًا على السكان السنّة. قُتل العلماء أو رجال الدين السنة أو نُفيوا. إسماعيل الأول، جلب الزعماء الدينيين الشيعة ومنحهم الأرض والمال مقابل الولاء. لاحقًا، خلال الفترة الصفوية وخاصة فترة القاجار، ازدادت قوة العلماء الشيعة وتمكنوا من ممارسة دور مستقل ومتوافق مع الحكومة.

### ظهور طبقة أرستقراطية من رجال الدين
كانت إحدى السمات المهمة للمجتمع الصفوي هي التحالف الذي ظهر بين العلماء (الطبقة الدينية) والمجتمع التجاري. تضمنت الأخيرة التجار في البازارات والنقابات التجارية والحرفية وأعضاء المنظمات شبه الدينية التي يديرها الدراويش (فوتوففا). بسبب انعدام الأمن لملكية العقارات في إيران، توجه العديد من مالكي الأراضي من القطاع الخاص إلى تأمين أراضيهم من خلال التبرع بها لرجال الدين. وبالتالي سيحتفظون بالملكية الرسمية ويؤمنون أراضيهم من المصادرة من قبل المفوضين الملكيين أو الحكام المحليين، طالما أن نسبة مئوية من عائدات الأرض تذهب إلى رجال الدين. اكتسب أعضاء الطبقة الدينية، الملكية الكاملة لهذه الأراضي، ووفقًا للمؤرخ المعاصر اسكندر مونشي، بدأت إيران تشهد ظهور مجموعة جديدة ومهمة من ملّاك الأراضي.

## البلاط الملكي

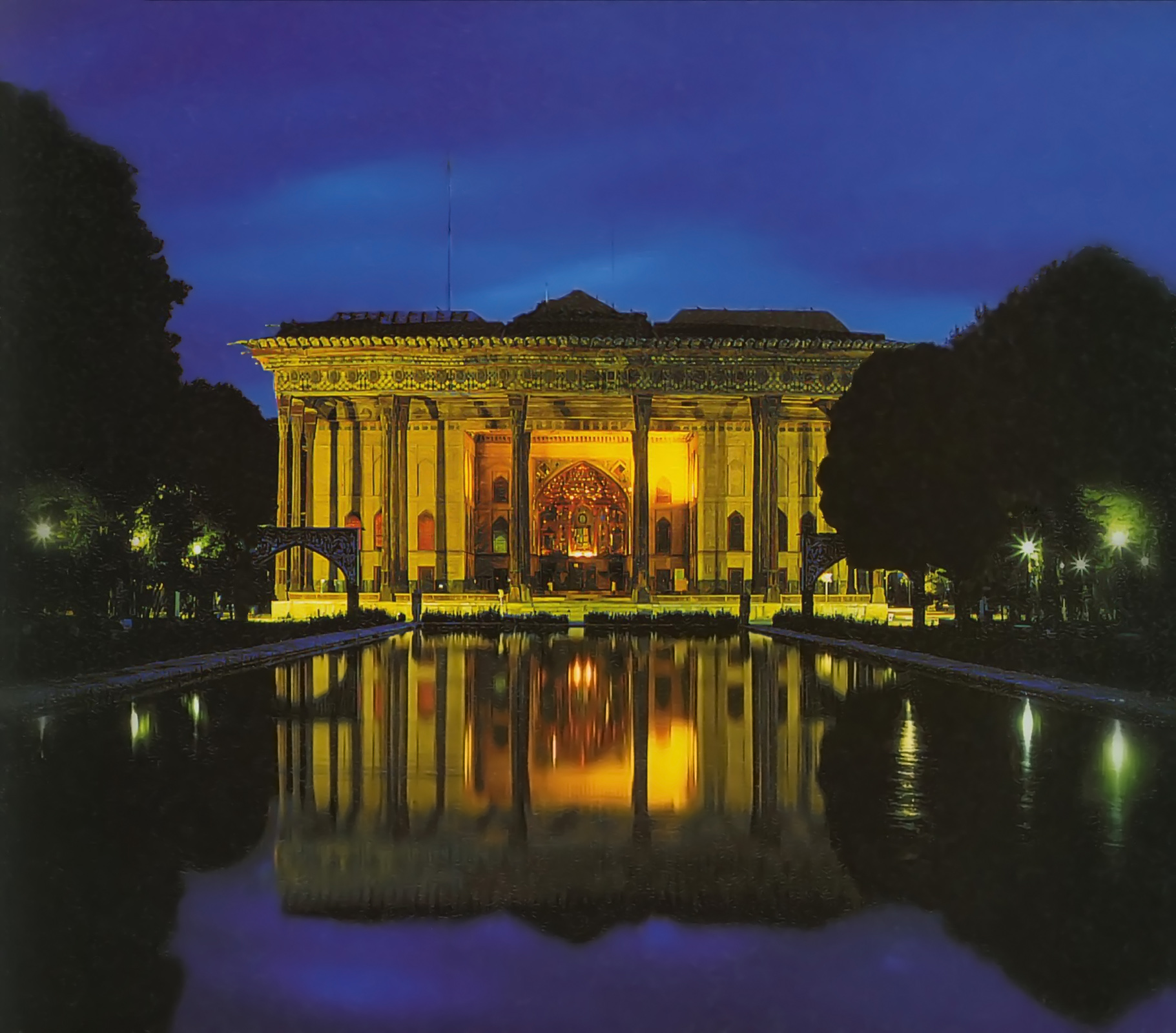
قصر جهل ستون في أصفهان كان المكان الذي يلتقي فيه الشاه مع شخصيات أجنبية وسفارات. تشتهر باللوحات الجدارية التي تغطي جدرانها.

بالنسبة للعائلة المالكة، فقد كان أعلى منصب هو وزير البلاط. ربما كان المستشار الأقرب للشاه، وعلى هذا النحو، كان بمثابة عينيه وأذنيه. كانت وظيفته الأساسية هي تعيين جميع المسؤولين في الأسرة والإشراف عليهم وأن يكونوا على اتصال بهم مع الشاه. لكن مسؤولياته تضمنت أيضًا أن يكون أمين صندوق ممتلكات الشاه. هذا يعني أن حتى رئيس الوزراء، الذي كان يشغل أعلى منصب في الدولة، كان عليه العمل مع الناظر عندما يتعلق الأمر بإدارة تلك المعاملات التي تتعلق مباشرة بالشاه.
كان ثاني أكبر منصب هو الوكيل الكبير، الذي كان يرافق الشاه دائمًا ويمكن التعرف عليه بسهولة بسبب العصا التي كان يحملها معه. كان مسؤولًا عن تقديم جميع الضيوف وتلقي الالتماسات المقدمة للشاه وقراءتها إذا لزم الأمر. يليه في الترتيب سيد الاسطبلات الملكية وسيد الصيد. كان للشاه اسطبلات في جميع المدن الرئيسية، وقيل إن الشاه عباس لديه نحو 30 ألف حصان في جميع أنحاء البلاد. بالإضافة إلى ذلك، عُيّن مسؤولين منفصلين لرعاية المآدب الملكية وللتسلية.
لاحظ تشاردين على وجه التحديد رتبة الأطباء والمنجمين والاحترام الذي يكنه الشاه لهم. كان لدى الشاه اثني عشر من كل منهم في خدمته، وكان يرافقه عادة ثلاثة أطباء وثلاثة منجمين، سُمح لهم بالجلوس بجانبه في مناسبات مختلفة. كان كبير الأطباء (حكيم باشي) عضوًا مرموقًا في البلاط الملكي، وأعطي المنجم الأكثر احترامًا في البلاط لقب منجم باشي (رئيس المنجمين).
خلال القرن الأول من الأسرة الحاكمة، ظلت لغة البلاط الرئيسية هي الآذرية، على الرغم من أن هذا تغير بشكل متزايد بعد انتقال العاصمة إلى أصفهان. يضيف ديفيد بلو؛ يبدو أن معظم، إن لم يكن كل، عظماء التركمان في المحكمة تحدثوا أيضًا الفارسية، وهي لغة الإدارة والثقافة، وكذلك لغة غالبية السكان. ولكن يبدو أن العكس لم يكن صحيح. عندما أجرى عباس محادثة حية باللغة التركية مع المسافر الإيطالي بيترو ديلا فالي، أمام حاشيته، كان عليه أن يترجم المحادثة بعد ذلك إلى الفارسية من أجل معظم الحاضرين. أخيرًا، بسبب عدد كبير من الجورجيين والشركس والأرمن في البلاط الصفوي، تم التحدث باللغات الجورجية والشركسية والأرمنية، لأن هذه كانت لغاتهم الأم. كان عباس نفسه قادرًا على التحدث بالجورجية أيضًا.

## الثقافة

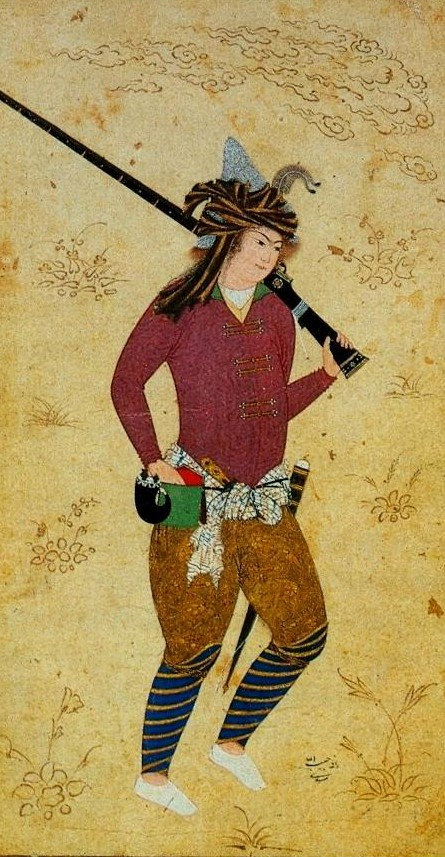
الفرسان الفرس في زمن عباس الأول لحبيب الله مشادي بعد الفلسفي (متحف برلين للفن الإسلامي).

### الفن
أدرك عباس الأول الفائدة التجارية للترويج للفنون، إذ إن المنتجات الحرفية وفرت الكثير من تجارة إيران الخارجية. في هذه الفترة، تطورت الحرف اليدوية مثل صناعة البلاط والفخار والمنسوجات وأُحرز تقدم كبير في الرسم المصغر وتجليد الكتب والديكور والخط. في القرن السادس عشر، تطور نسج السجاد من حرفة البدو والفلاحين إلى صناعة جيدة التنفيذ مع التخصص في التصميم والتصنيع. كانت تبريز مركز هذه الصناعة. صُنع السجاد الباروكي الأنيق والشهير في إيران خلال القرن السابع عشر.
باستخدام الأشكال والمواد التقليدية، قدّم رضا عباسي (1565-1635) مواضيع جديدة للرسم الفارسي - نساء وشباب وعشاق. أثّرت رسوماته وأسلوبه الخطي على الفنانين الإيرانيين في معظم الفترة الصفوية، والتي أصبحت تُعرف باسم مدرسة أصفهان. أدى الاتصال المتزايد بالثقافات البعيدة في القرن السابع عشر، وخاصة أوروبا، إلى تعزيز الإلهام للفنانين الإيرانيين.

### الطب
كانت مكانة الأطباء خلال العهد الصفوي عالية كما كانت دائمًا. في حين لم يمنح الإغريق والرومان مكانة اجتماعية عالية لأطبائهم، كان الإيرانيون منذ العصور القديمة يكرمون الأطباء، الذين غالبًا ما كانوا يُعيّنون مستشارين للشاه. لم يتغير هذا مع الفتح العربي لإيران، وكان الفرس في المقام الأول هم من أخذوا عليهم أعمال الفلسفة والمنطق والطب والرياضيات وعلم الفلك والتنجيم والموسيقى والكيمياء.
بحلول القرن السادس عشر، كانت العلوم الإسلامية، التي تعني إلى حد كبير العلوم الفارسية، ترتكز على أمجادها. ظلت أعمال الرازي (865-92) (المعروفة لدى الغرب باسم رايز) تُستخدم في الجامعات الأوروبية ككتب مدرسية معيارية في الكيمياء والصيدلة وطب الأطفال. وبقي كتاب القانون في الطب لابن سينا (سي 980-1037) يعتبر أحد الكتب المدرسية الأساسية في الطب في معظم أنحاء العالم المتحضر. على هذا النحو، لم يتغير وضع الطب في الفترة الصفوية كثيرًا، واعتمد على هذه الأعمال بقدر ما كان من قبل.

## لغات البلاط والجيش والإدارة والثقافة
كان الصفويون يتحدثون الأذربيجانية على الرغم من أنهم استخدموا الفارسية كلغة ثانية. كانت اللغة الأذربيجانية المستخدمة بشكل رئيسي من قبل المحكمة الصفوية والمؤسسة العسكرية. لكن اللغة الرسمية للإمبراطورية وكذلك اللغة الإدارية ولغة المراسلات والأدب والتأريخ كانت الفارسية. كانت النقوش على العملة الصفوية أيضًا بالفارسية. استخدم الصفويون أيضًا اللغة الفارسية كلغة ثقافية وإدارية في جميع أنحاء الإمبراطورية.

وفقًا لجون آر بيري:
في القرن السادس عشر، غزت عائلة أردبيل التركوفونية الصفوية في آذربيجان، والتي من المحتمل أن تكون من أصل إيراني تركي، إيران وجعلت من اللغة التركية، لغة البلاط والجيش، كلغة عامية رفيعة المستوى ولغة تواصل واسعة الانتشار، ما أثر على التحدث بها. بينما كانت اللغة المكتوبة هي الفارسية، وهي لغة الأدب العالي والإدارة المدنية، إلا أنها ظلت عمليًا غير متأثرة بالمكانة والمحتوى.